# Беннінген-ам-Неккар
Беннінген (нім. Benningen) — громада в Німеччині, знаходиться в землі Баден-Вюртемберг. Підпорядковується адміністративному округу Штутгарт. Входить до складу району Людвігсбург.
Площа — 4,87 км2. Населення становить 6562 ос. (станом на 31 грудня 2020).